# Associação Desportiva de Grijó
A Associação Desportiva de Grijó é um clube português, localizado na freguesia de Grijó, concelho de Vila Nova de Gaia, distrito do Porto. 
O clube foi fundado em 1960 e é presidido por Manuel Gomes. Jogou praticamente todas as épocas nas divisões distritais sendo a sua primeira aparição na III Divisão no ano de 1987, voltando aos distritais no final dessa mesma época, ficando também a experiência de disputar pela primeira vez a Taça de Portugal.  Na época de 2006-2007 a equipa disputou o campeonato da Divisão de Honra da Associação de Futebol do Porto, tendo ficado nos lugares de despromoção.
A equipa de futebol utiliza equipamento da marca Macron e tem o patrocínio do restaurante A Grelha. Recentemente inaugurado, no dia 24 de Abril de 2010, o Estádio Municipal de Grijó é um complexo de relva sintética com vários balneários e 460 lugares de bancada para sócios, adeptos do clube e visitantes. A Associação Desportiva de Grijó possiu vários escalões desde benjamins, escolinhas, infantis (todos estes pertencendo à Dragon Force do FC Porto, em parceria com a AD Grijó) e com outros escalões como iniciados, juvenis, juniores e os seniores.
Atualmente o clube conta com cerca de 800 associados e conta, na secção de futebol, com mais de 200 praticantes. 
A equipa de futebol sénior participou, na época de 2013-2014, no CN Seniores.

## Época a época
| Época     | Nível   | Divisão                         | Série                         | Lugar | Informação      |
| --------- | ------- | ------------------------------- | ----------------------------- | ----- | --------------- |
| 1990–91   | Nível 5 | Distritais                      | AF Porto - 1ª Divisão Série 1 |       |                 |
| 1991–92   | Nível 5 | Distritais                      | AF Porto - 1ª Divisão Série 1 |       |                 |
| 1992–93   | Nível 5 | Distritais                      | AF Porto - Honra              |       | Despromovido    |
| 1993–94   | Nível 6 | Distritais                      | AF Porto - 1ª Divisão Série 1 |       | Promovido       |
| 1994–95   | Nível 5 | Distritais                      | AF Porto - Honra              |       |                 |
| 1995–96   | Nível 5 | Distritais                      | AF Porto - Honra              |       | Despromovido    |
| 1996–97   | Nível 6 | Distritais                      | AF Porto - 1ª Divisão Série 2 |       |                 |
| 1997–98   | Nível 6 | Distritais                      | AF Porto - 1ª Divisão Série 2 |       |                 |
| 1998–99   | Nível 6 | Distritais                      | AF Porto - 1ª Divisão Série 2 |       |                 |
| 1999–2000 | Nível 6 | Distritais                      | AF Porto - 1ª Divisão Série 2 |       |                 |
| 2000–01   | Nível 6 | Distritais                      | AF Porto - 1ª Divisão Série 2 |       |                 |
| 2001–02   | Nível 6 | Distritais                      | AF Porto - 1ª Divisão Série 2 |       |                 |
| 2002–03   | Nível 6 | Distritais                      | AF Porto - 1ª Divisão Série 1 |       |                 |
| 2003–04   | Nível 6 | Distritais                      | AF Porto - 1ª Divisão Série 1 | 6º    |                 |
| 2004–05   | Nível 6 | Distritais                      | AF Porto - 1ª Divisão Série 1 | 2º    | Promovido       |
| 2005–06   | Nível 5 | Distritais                      | AF Porto - Honra              | 10º   |                 |
| 2006–07   | Nível 5 | Distritais                      | AF Porto - Honra              | 16º   | Despromovido    |
| 2007–08   | Nível 6 | Distritais                      | AF Porto - 1ª Divisão Série 1 | 1º    | Promovido       |
| 2008–09   | Nível 5 | Distritais                      | AF Porto - Honra              | 6º    |                 |
| 2009–10   | Nível 5 | Distritais                      | AF Porto - Honra              | 5º    |                 |
| 2010–11   | Nível 5 | Distritais                      | AF Porto - Honra              | 2º    | Promovido       |
| 2011–12   | Nível 4 | Terceira Divisão                | Série B - 1ª Fase             | 4º    | Fase promoção   |
| 2011–12   | Nível 4 | Terceira Divisão                | Série B Fase Final            | 6º    |                 |
| 2012–13   | Nível 4 | Terceira Divisão                | Série C - 1ª Fase             | 3º    | Fase promoção   |
| 2012–13   | Nível 4 | Terceira Divisão                | Série C Fase Final            | 1º    | Promoção        |
| 2013–14   | Nível 3 | Campeonato Nacional de Seniores | Série D - 1ª Fase             | 7º    | Fase manutenção |

## Titulos
AF Porto 3ª divisão época 1966/67
AF Porto 1ª Divisão época 2007/08
III Divisão Série C época 2013/13